# Tramore Back Strand SPA
Tramore Back Strand SPA este o arie protejată (arie de protecție specială avifaunistică — SPA) din Irlanda întinsă pe o suprafață de 675,68 ha, integral pe uscat.

## Localizare
Centrul sitului Tramore Back Strand SPA este situat la coordonatele 52°09′33″N 7°06′13″W / 52.159283°N 7.10351°V.

## Înființare
Situl Tramore Back Strand SPA a fost declarat arie de protecție specială avifaunistică în noiembrie 1994 pentru a proteja 18 specii de animale.

## Biodiversitate
Situată în ecoregiunea atlantică, aria protejată nu include niciun habitat protejat.
La baza desemnării sitului se află mai multe specii protejate de  păsări (18): rață pitică (Anas crecca), rață fluierătoare (Anas penelope), pietruș (Arenaria interpres), Branta bernicla, fugaci de țărm (Calidris alpina), Calidris canutus, egretă mică (Egretta garzetta), scoicar (Haematopus ostralegus), sitar de mal nordic (Limosa lapponica), sitar de mâl (Limosa limosa), Mergus serrator, culic mare (Numenius arquata), cormoran mare (Phalacrocorax carbo), ploier auriu (Pluvialis apricaria), ploier argintiu (Pluvialis squatarola), fluierar cu picioare verzi (Tringa nebularia), fluierarul cu picioare roșii (Tringa totanus), nagâț (Vanellus vanellus).
Pe lângă speciile protejate, pe teritoriul sitului au mai fost identificate 1 specie de păsări.